# Теорелль, Аксель Хуго Теодор
Аксель Хуго Теодор Теоре́лль (швед. Axel Hugo Teodor Theorell; 6 июля 1903, Линчёпинг — 15 августа 1982) — шведский биохимик.
Член (1942) и президент Шведской королевской академии наук (1967—69), иностранный член Национальной академии наук США (1957), Лондонского королевского общества (1959) и др. Почётный доктор Сорбонны (1951). Президент Международного биохимического союза (1967—1973).

## Биография
Окончил Каролинский медицинский институт в Стокгольме (1930) и работал там же. В 1932—1936 годах — в Упсальском университете, в 1933—1935 годах с О. Варбургом — в институте физиологии клетки в Берлине. В 1937—1970 годах директор, профессор и заведующий отделом биохимии Нобелевского медицинского института (Стокгольм).

## Основные труды
Основные работы по химии ферментов и механизму их действия. Впервые очистил и получил в кристаллическом виде миоглобин, пероксидазу хрена, лактопероксидазу, цитохром C, алкогольдегидрогеназу, «старый жёлтый фермент» Варбурга (дегидрогеназа восстановленного никотинамидадениндинуклеотидфосфата). В 1934 году впервые разделил фермент (дегидрогеназу восстановленного НАДФ) на белок и кофермент (флавинмононуклеотид) и вновь ассоциировал активный фермент из этих компонентов. Изучал механизм действия алкогольдегидрогеназы. Исследовал изоферменты, их образование и действие.

## Награды, премии
- Нобелевская премия по физиологии или медицине (1955).